# QJS-161
El QJS-161 (en chino: 161 式 伞兵 机枪; pinyin: Yāo liù yāo shì Sǎnbīng Jīqiāng), también conocido como QJB-201, es una ametralladora ligera china diseñada y fabricada por Norinco para el Ejército Popular de Liberación.

## Diseño y desarrollo
El QJS-161 presenta dos tipos de cañón de longitud variable, presumiblemente para diferentes requisitos de las fuerza terrestres y el cuerpo aerotransportado. Como ametralladora de cerrojo abierto, la QJS-161 usa municiones de 5,8 × 42 mm que pueden alimentarse desde una cinta desintegrable en un contenedor de tela o un cargador de caja chino estándar de 5,8 x 42 mm, cargado en el puerto de alimentación en el lado izquierdo del arma. La manija de carga no recíproca se encuentra a su derecha. Un riel picatinny está ubicado detrás de la cubierta corta de polvo sobre el puerto de alimentación. Se puede insertar un cargador estándar de 30 rondas verticalmente en el compartimiento del cargador en la parte inferior del arma.

## Usuarios
- China